# X-ефективність
X-ефективність в економіці — концепція ефективності функціонування підприємства. Введена американським економістом Г.Лейбенстайном.
Функціонування підприємства вважають Х-ефективним, якщо воно виробляє (реалізує) за наявністю таких ресурсів, як робітники, обладнання і кращий доступ до технологій, максимально можливий об'єм продукції. Її можна пояснити за
допомогою кривої середніх витрат, як показує найнижчі середні витрати, при яких може проводитися кожен наступний рівень випуску. Якщо підприємство перебуває на своїй кривій середніх витрат, то воно X-ефективне.
В класичній концепції аллокативної (розподільної) ефективності розглядається розподіл ресурсів у всіх сферах господарства. В X-ефективності розглядається заданий набір ресурсів і визначається найоптимальніше виробництво продукції. При цьому можливість найкращого використання заданих ресурсів в інших сферах діяльності не розглядається.